# Francesco Saverio Massimo
Francesco Saverio Massimo (Dresda, 26 febbraio 1806 – Roma, 11 gennaio 1848) è stato un cardinale italiano.

## Biografia

### I primi anni
Nacque a Dresda il 26 febbraio 1806, da Massimiliano Camillo VIII Massimo, I principe di Arsoli e marchese di Roccasecca dei Volsci (figlio a sua volta del principe e diplomatico pontificio Francesco Camillo VII Massimo), e della principessa Maria Cristina Sabina di Sassonia, figlia del principe Francesco Saverio di Sassonia, figlio a sua volta del re Augusto III di Polonia.
Per accedere alla carriera ecclesiastica decise di rinunciare ai diritti di successione ai titoli paterni e venne aggregato alla curia romana nel 1823. Da qui subito venne inviato a Parigi quale ablegato apostolico per la consegna della berretta cardinalizia ad Anne-Louis-Henri de La Fare, arcivescovo di Sens. Nel 1829 Francesco Saverio Massimo venne nominato Prelato Domestico di Sua Santità e nel 1830 divenne membro della Congregazione del buon governo nonché assessore del Tribunale della Camera Apostolica, laureandosi in quello stesso anno in utroque iure. L'8 luglio 1832 venne nominato da Gregorio XVI Segretario della Congregazione delle acque e dal 1833 divenne protonotario apostolico soprannumerario. Nel 1834 divenne chierico della Camera Apostolica divenendo quindi Presidente delle zecche e degli uffici di bollo, occupandosi della conversione decimale della monetazione pontificia. Nel 1836 venne nominato maestro di camera pontificia e il 13 settembre 1838 divenne maggiordomo del pontefice e prefetto dei Sacri Palazzi apostolici.

### Il cardinalato
Papa Gregorio XVI lo elevò al rango di cardinale nel concistoro del 24 gennaio 1842 (dopo che era già stato riservato in pectore il 12 febbraio 1838) ed il 27 gennaio di quell'anno ottenne la berretta cardinalizia ed il titolo diaconale di Santa Maria in Domnica. Fino alla nomina del cardinale Sisto Riario Sforza è stato il porporato italiano più giovane.
Nominato Prefetto per gli affari economici della Sacra Congregazione della Propaganda Fide l'11 marzo del 1843, venne nominato Legato Apostolico a Ravenna dal 14 novembre 1843. Durante questo incarico si distinse come governante ferreo e conservatore, assolutamente avverso ai liberali e contrario nel voler laicizzare le istituzioni statali (l'esatto contrario di quanto stava tentando di fare Pio IX durante i primi tempi del suo pontificato). Prese parte al conclave del 1846 che elesse a pontefice Pio IX per poi divenire prefetto della Sacra Congregazione delle Acque e delle Strade dal 7 agosto 1846. Nel marzo del 1847 divenne membro della congregazione della Fabbrica di San Pietro ed il 31 dicembre venne nominato Ministro dei Lavori Pubblici dello Stato Pontificio.

### Le opere in campo artistico, culturale e archeologico

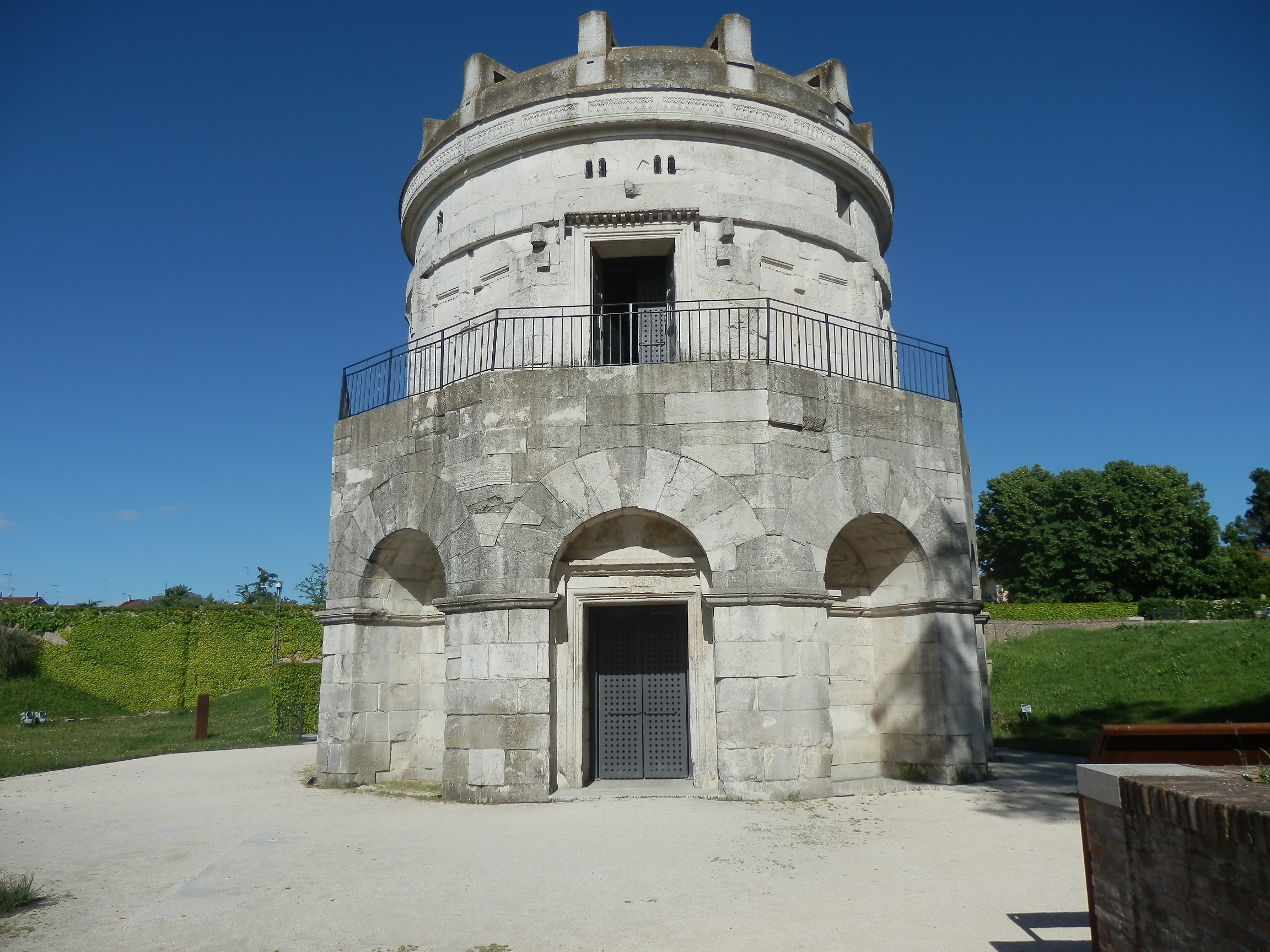
Il mausoleo di Teodorico una delle opere dell'antichità di maggiore rilievo fatta restaurare dal cardinale Massimo durante la sua permanenza come legato pontificio nelle Romagne

Antichista appassionato, Francesco Saverio Massimo divenne dapprima socio fondatore e poi presidente di diverse società archeologiche come la Congregazione dei Virtuosi al Pantheon nel 1838 o dell'Accademia Tiberina (1839), fondatore della Pontificia Accademia romana di Archeologia. Durante la sua permanenza a Ravenna, fece restaurare il mausoleo di Teodorico. All'estero si istinse quale membro onorario del Collegio archeologico e araldico e quale membro della società delle belle arti di Atene (1845). Fondatore e presidente dell'Istituto statistico agrario dello Stato Pontificio (1847), progettò la Villa Gregoriana di Tivoli per conto del papa Gregorio XVI, realizzata dopo la deviazione del corso del fiume Aniene per creare la scenografica grande cascata ancora oggi visibile nel parco. Tale deviazione si era resa necessaria su consiglio dello stesso Massimo il quale aveva dato il via all'escavazione del Monte Catillo presso Tivoli dopo la tragica inondazione che aveva colpito l'area nel 1826. A Roma, invece, in qualità di prefetto dei Palazzi Apostolici curò la realizzazione del Museo Egizio Gregoriano e fece restaurare alcuni importanti monumenti della romanità.

### La morte
Morì a Roma l'11 gennaio 1848 all'età di 41 anni. La sua salma venne esposta nella basilica di San Lorenzo in Damaso a Roma dove ebbero luogo i funerali il 15 gennaio 1848, con la partecipazione del papa Pio IX; venne poi sepolto presso la cappella che la famiglia Massimo possedeva presso quella stessa basilica. La sua improvvisa morte destò immediatamente molti sospetti soprattutto per il fatto che essa avvenne subito dopo un'agitata riunione del consiglio dei ministri pontificio nel quale, secondo il diario del fratello Vittorio, era uscito "con forti dispiaceri".

## Opere
- Francesco Massimo, Relazione storica del traforo nel Monte Catillo in Tivoli per l'inalveazione del fiume Aniene, Roma 1838

## Albero genealogico
|                                                          |                        |                                                    | Genitori                                            |  |  | Nonni |  |  | Bisnonni                                               |  |  | Trisnonni                                                      |  |
|                                                          |                        |                                                    |                                                     |  |  |       |  |  | Filippo Camillo VI Massimo, III marchese di Roccasecca |  |  | Giovanni Battista Camillo V Massimo, II marchese di Roccasecca |  |
|                                                          |                        |                                                    |                                                     |  |  |       |  |  | Filippo Camillo VI Massimo, III marchese di Roccasecca |  |  | Giovanni Battista Camillo V Massimo, II marchese di Roccasecca |  |
|                                                          |                        | Giulia Massimo                                     |                                                     |  |  |       |  |  | Filippo Camillo VI Massimo, III marchese di Roccasecca |  |  |                                                                |  |
| Francesco Camillo VII Massimo, IV marchese di Roccasecca |                        |                                                    |                                                     |  |  |       |  |  | Filippo Camillo VI Massimo, III marchese di Roccasecca |  |  |                                                                |  |
|                                                          |                        | Isabella Fiammetta Soderini                        | Antonfrancesco Soderini                             |  |  |       |  |  |                                                        |  |  |                                                                |  |
|                                                          |                        | Isabella Fiammetta Soderini                        | Antonfrancesco Soderini                             |  |  |       |  |  |                                                        |  |  |                                                                |  |
|                                                          |                        | Isabella Fiammetta Soderini                        | Vittoria Muti Papazzurri                            |  |  |       |  |  |                                                        |  |  |                                                                |  |
| Massimiliano Camillo VIII Massimo, I principe di Arsoli  |                        | Isabella Fiammetta Soderini                        |                                                     |  |  |       |  |  |                                                        |  |  |                                                                |  |
|                                                          |                        | Massimo Savelli Palombara, marchese di Pietraforte | Federico Savelli Palombara, marchese di Pietraforte |  |  |       |  |  |                                                        |  |  |                                                                |  |
|                                                          |                        | Massimo Savelli Palombara, marchese di Pietraforte | Federico Savelli Palombara, marchese di Pietraforte |  |  |       |  |  |                                                        |  |  |                                                                |  |
|                                                          |                        | Massimo Savelli Palombara, marchese di Pietraforte | Barbara Colonna                                     |  |  |       |  |  |                                                        |  |  |                                                                |  |
| Barbara Savelli Palombara                                |                        | Massimo Savelli Palombara, marchese di Pietraforte |                                                     |  |  |       |  |  |                                                        |  |  |                                                                |  |
|                                                          |                        | Porzia Gabrielli di Prossedi                       | Pietro Gabrielli, marchese di Prossedi              |  |  |       |  |  |                                                        |  |  |                                                                |  |
|                                                          |                        | Porzia Gabrielli di Prossedi                       | Pietro Gabrielli, marchese di Prossedi              |  |  |       |  |  |                                                        |  |  |                                                                |  |
|                                                          |                        | Porzia Gabrielli di Prossedi                       | Maria Teresa di Valvasone                           |  |  |       |  |  |                                                        |  |  |                                                                |  |
| Francesco Saverio Massimo                                |                        | Porzia Gabrielli di Prossedi                       |                                                     |  |  |       |  |  |                                                        |  |  |                                                                |  |
|                                                          | Augusto III di Polonia | Augusto II di Polonia                              |                                                     |  |  |       |  |  |                                                        |  |  |                                                                |  |
|                                                          | Augusto III di Polonia | Augusto II di Polonia                              |                                                     |  |  |       |  |  |                                                        |  |  |                                                                |  |
|                                                          | Augusto III di Polonia | Cristiana Eberardina di Brandeburgo-Bayreuth       |                                                     |  |  |       |  |  |                                                        |  |  |                                                                |  |
| Francesco Saverio di Sassonia                            | Augusto III di Polonia |                                                    |                                                     |  |  |       |  |  |                                                        |  |  |                                                                |  |
|                                                          |                        | Maria Giuseppa d'Austria                           | Giuseppe I del Sacro Romano Impero                  |  |  |       |  |  |                                                        |  |  |                                                                |  |
|                                                          |                        | Maria Giuseppa d'Austria                           | Giuseppe I del Sacro Romano Impero                  |  |  |       |  |  |                                                        |  |  |                                                                |  |
|                                                          |                        | Maria Giuseppa d'Austria                           | Guglielmina Amalia di Brunswick-Lüneburg            |  |  |       |  |  |                                                        |  |  |                                                                |  |
| Maria Cristina di Sassonia                               |                        | Maria Giuseppa d'Austria                           |                                                     |  |  |       |  |  |                                                        |  |  |                                                                |  |
|                                                          |                        | Giuseppe Spinucci                                  | Giovanni Battista Spinucci                          |  |  |       |  |  |                                                        |  |  |                                                                |  |
|                                                          |                        | Giuseppe Spinucci                                  | Giovanni Battista Spinucci                          |  |  |       |  |  |                                                        |  |  |                                                                |  |
|                                                          |                        | Giuseppe Spinucci                                  | Chiara Montani                                      |  |  |       |  |  |                                                        |  |  |                                                                |  |
| Chiara Spinucci                                          |                        | Giuseppe Spinucci                                  |                                                     |  |  |       |  |  |                                                        |  |  |                                                                |  |
|                                                          |                        | Beatrice Vecchi-Buratti                            | Gaetano Vecchi-Buratti                              |  |  |       |  |  |                                                        |  |  |                                                                |  |
|                                                          |                        | Beatrice Vecchi-Buratti                            | Gaetano Vecchi-Buratti                              |  |  |       |  |  |                                                        |  |  |                                                                |  |
|                                                          |                        | Beatrice Vecchi-Buratti                            | Teresa Benedetta Pedrini                            |  |  |       |  |  |                                                        |  |  |                                                                |  |
|                                                          |                        | Beatrice Vecchi-Buratti                            |                                                     |  |  |       |  |  |                                                        |  |  |                                                                |  |